# María del Carmen Nucci
María del Carmen Nucci (n. Las Parejas, Santa Fe, 1945) es una periodista, poeta y narradora argentina. Trabajó en el Diario La Mañana, Canal 11 y LRA8 Radio Nacional de Formosa.

## Trayectoria
En 1977 ingresó al diario La Mañana como redactora y participó del programa periodístico ‘Paralelo 25’ emitido por Canal 11. Además, condujo el programa ‘Entre nosotras’.
En diciembre de 1983 asumió el cargo de Directora de Cultura de la provincia de Formosa. En LRA8 Radio Nacional de Formosa condujo ‘Páginas’.
Fue asesora de prensa de la Legislatura de Formosa.

### Premios y reconocimientos
- 2005. Premio Fundación.[2] Mención especial.
- 2011. Premio Olmedo en TV.[3]
- 2015. Premio a la trayectoria, CIPROCOMFSA.[4]
- 2017. Distinción[5] del Círculo Profesional de Comunicadores Sociales de Formosa y el Sindicato de Prensa de Formosa.